# Jurij Tavčar (1812–1895)
Jurij Tavčar, slovenski slikar, * 24. april 1812, Ljubljana, † 9. december 1895, Ljubljana.

## Življenje in delo
Jurij Tavčar imenovan »Ljubljanski«, se je rodil v družini ljubljanskega čevljarja Antona in matere Marije Tavčar. Zadnja leta je preživel zapuščen v veliki bedi ter si pomagal s poučevanjem risanja; nekaj časa učil tudi mladega Riharda Jakopiča. Umrl je v ljubljanski mestni ubožnici v Gradišču. 
Tavčar je poslikal več slovenskih cerkva, loteval se tudi zelo obrtnih del (poslikal sobe v gradu Hošperk pri Planini), slikal izveske, bandera itd. Nekaj časa delal tudi na Hrvaškem. 
Slikarsko je bil Tavčar dokaj nadarjen, kar kažejo zlasti njegove krajine, dasi so še vedno romantično vedutne, veljal pa je tudi kot spreten portretist. Slogovno je ostajal v mejah poznoromantične tradicije (krajine), zmernega realizma (portreti), pri cerkvenih naročilih pa se je naslonil tudi na nazarenske vzore. Težko življenje mu je omejilo umetnostni razgled in razvoj. Med ljudstvom je bil mnogo manj znan kot njegov idrijski soimenjak Jurij Tavčar in ni izključeno, da se ta ali ona slika ljubljanskega Tavčarja pripisuje idrijskemu.